# Марк Медовз
Марк Рендалл Медовз (англ. Mark Randall Meadows; нар. 28 липня 1959, Верден, Франція) — американський політик-республіканець, Голова адміністрації Білого дому в президентській адміністрації Дональда Трампа із 31 березня 2020 до 20 січня 2021 року.
Медовз навчався в Університеті штату Флорида в Таллахассі, а потім закінчив Університет Південної Флориди у Тампі. Працював директором зі зв'язків з громадськістю, був власником бізнесу. У серпні 2012 року виступив з промовою на Національному з'їзді Республіканської партії в Тампі. З 2013 до 2020 він представляв 11-й округ штату Північна Кароліна у Палаті представників США.

## Життєпис
Медовз народився у військовому шпиталі армії США у Вердені, Франція, де його батько служив в армії, а мати працювала цивільною медсестрою. Його мати була з Сев'єрвілл, штат Теннессі, а батько з Пайнвіль, штат Арканзас.
Він виріс у Брендоні, штат Флорида, і описував своє виховання як «бідне». За спогадами Марка у школі він був «жирним ботаніком», який сів на дієту після того, як однокласниця відмовилася з ним зустрічатися. Медовз відвідував державний університет Флориди протягом року (1977–78)
1987 року Медовз відкрив невеликий ресторан «Aunt D's» у Хайлендсі, штат Північна Кароліна. Пізніше він продав його і використав отримані кошти для створення компанії з розвитку нерухомості в місті Тампа, штат Флорида.
Живучи в Хайлендсі, Медовз обіймав посаду голови республіканської партії в окрузі Мейкон і був делегатом кількох державних і національних республіканських конвенцій.
2012 року Медовза обрали до Палати представників США. Він вважався одним із найбільш консервативних депутатів-республіканців, а із часу приходу до влади Дональда Трампа 2017 року став одним із найближчих союзників президента в Конгресі. 31 березня 2020 року він був призначений очільником адміністрації Трампа — Головою адміністрації Білого дому (англ. White House Chief of Staff).
Фігурує у свідченнях своєї помічниці Кессіді Гатчінсон про події під час Штурму Капітолія США 6 січня 2021.